# Вибух у Газіантепі (серпень 2016)
Вибухи в Газіантепі — вибух, який стався 20 серпня 2016 року на весільній церемонія в місті Газіантепі (Туреччина). Напад було здійснено від дітей у віці від 12 до 14 років. Щонайменше 30 людей загинули і близько 94 поранених. Курдистанська політична партія ХДП заявила, що напад було скоєно на весіллі членів їх партії. Ісламська Держава і Курдистанська робітнича партія (КРП) були звинувачені в нападі на парламентських співробітників ПСР, хоча жодна з груп не взяла на себе відповідальність за напад. Запис з місця теракту були заборонені до показу телебаченню РТУК.